# Aretologia
Aretologia, aretalogia (stgr. ἀρετή areté – cnota + λόγος logos – słowo, myśl, rozum) – w starożytności gatunek literacki obejmujący opowieści o cnotach i cudownych czynach bóstwa lub wybitnej postaci; w filozofii także teoretyczne rozważania nad cnotami i wadami.

## W literaturze
Starożytne aretologie (lub aretalogie – obie nazwy poprawne) powstawały  w Mezopotamii, Egipcie, Grecji i Rzymie, wywierając wpływ na późniejsze ukształtowanie się hagiografii chrześcijańskiej
Wyróżnia się aretologie sakralne (religijne) i świeckie. Pierwsze miały za cel wychwalanie bóstwa i jego mocy nadprzyrodzonych. W ich tekstach występuje ono często w pierwszej osobie, opowiadając o swoich czynach i mocach, nierzadko w formie wypowiedzi zapoczątkowanych formułą „ja jestem…”. Za pośrednictwem aretalogii kierowano też do bóstwa wezwania, by udzieliło swej mocy, zesłało łaskę bądź objawienie . Aretalogie pełniły ważną rolę rytualną np. w kulcie Izydy, a szczególnie popularne były w epoce hellenistycznej. Charakterystycznym przykładem biblijnym jest m.in. Mądrość Syracha (Eklezjastyk), gdzie wyliczono cnoty boskie i ludzkie.
W Grecji aretalogie związane były np. z kultem Asklepiosa, którego w nich wzywano, by udzielił swej mocy leczenia. W późniejszym okresie wysławiały one także wysłanników bóstw czy postacie historyczne, którym przypisywano boską wielkość (wodzów, poetów, filozofów).
Aretologie świeckie były rodzajem biografii wielkich mężów. Sławiły ich wielkość i czyny jako gatunek sytuujący się pomiędzy mitem a późniejszym piśmiennictwem historycznym. Popularnym bohaterem takich aretologii był Apoloniusz z Tiany (np. Żywot Apolloniosa z Tyany autorstwa Flawiusza Filostrata). Swetoniusz podaje, że aretalodzy (łac. aretalogus) zabawiali uczestników cesarskich uczt opowieściami o czynach i cnotach wielkich mężów.
W późniejszym okresie aretologiami nazywano samo wyliczenie i opis cnót danej osoby, np. Cyceron wyliczał cnoty Pompejusza w mowie Pro Lege Manilia. W tej formie aretalogia została przeniesiona do chrześcijańskiego piśmiennictwa hagiograficznego.

## W filozofii
W innym znaczeniu aretologia oznacza dział etyki (filozofii moralnej) zajmujący się cnotami i wadami moralnymi (teoria cnót). Stawiając jako cel etyki pielęgnowanie cnót, aretologia przeciwstawiana jest eudajmonologii, która w centrum rozważań stawia problem szczęścia